# Elbrusz–8SZ
Az Elbrusz–8SZ (oroszul: Эльбрус–8С) egy orosz gyártmányú, 28 nanométeren gyártott 8 magos VLIW processzor, amelyet a Moszkvai SPARC Technológiai Központ fejlesztett ki. Az első tesztpéldányokat 2014 végére gyártották le, a tömeggyártás 2015-től kezdve valósult meg. Az Elbrusz–8SZ processzort elsősorban szerverekben és nagy teljesítményt igénylő munkaállomásokban való felhasználásra tervezték.

## Az Elbrusz projekt
A processzor egy több tagból álló processzorgeneráció tagja, amelyet Oroszország azért fejlesztett ki, hogy adatközpontjaiban, és kritikus állami intézményeiben saját hardveres architektúra felhasználásával biztosíthassa a technológiai függetlenségét. A processzor ennek ellenére nem csak állami szférában érhető el. Csakúgy, mint a korábbi processzoraik, a saját utasításkészletüket használják, amely a tradicionális x86 utasítások végrehajtásra is optimizálva van, ezt a működési módot a gép indulásakor ki lehet választani.

## Paraméterek
| Név          | Órajel  | Magok száma | Csíkszélesség                | Memóriavezérlő          | Cache                    | Fogyasztás |
| ------------ | ------- | ----------- | ---------------------------- | ----------------------- | ------------------------ | ---------- |
| Elbrusz 2000 | 300 MHz | 1           | 0,13um (Mikron Russia, TSMC) | ?                       | 1 MByte                  | 8 watt     |
| Elbrusz 2SZ  | 500 MHz | 2           | 90 nm (TSMC)                 | ?                       | 1 MByte                  | 25 watt    |
| Elbrusz 2SZM | 300 MHz | 2           | 90 nm (Mikron Russia)        | ?                       | 1 MByte                  | ?          |
| Elbrusz 4SZ  | 800 MHz | 4           | 65 nm (TSMC)                 | ?                       | 4 MByte                  | 45 watt    |
| Elbrusz 8SZ  | 1,3 GHz | 8           | 28 nm (TSMC)                 | DDR3-1600 (4 csatornás) | 4 MByte L2 + 16 MByte L3 | ?          |
| Elbrusz 8SZV | 1,5 GHz | 8           | 28 nm (TSMC)                 | DDR4-2600               | 4 MByte L2 + 16 MByte L3 | 90 watt    |

## Alaplap
Az Elbruszhoz készített alaplapok összesen négy processzort, tehát összesen 32 processzormagot képesek működtetni. Az alaplapok kialakítása szerver-típusú, mivel ezt az architektúrát elsősorban szerverekbe szánják.

## Elbrusz 8SZV
A processzor az Elbrusz-8SZ továbbfejlesztett változata, amely az elődjétől a magasabb órajelben különbözik. Az elődjéhez hasonlóan 28nm-es gyártósoron készült.

## Elbrusz 16SZ
Az Elbrusz-16SZ egy tervezés alatt lévő mikroprocesszor volt, amely a szankciók miatt nem került tömeggyártásba. A processzor 40 MByte cache memóriát tartalmazott volna, 2 GHz-es órajelen üzemelt volna, és 16 magos kiépítésben lett volna elérhető. A processzor 16 nm-es gyártósoron készült volna, ám erre nem került sor a háború miatt.

## Más változatok
Az Elbrusz–8SZ processzor egy processzorszéria része. Kisebb változata (elődje) az Elbrusz-4Sz, ami egy 4 magos, 65 nm-en gyártott, 720-800 Mhz-es processzor, asztali ATX alaplapra forrasztott változata PCI-E, PCI csatlakozókkal, 4 db USB csatlakozóval, ethernettel, DDR3 memóriafoglalattal, integrált hang és 2D videóchip társaságában érhető el. 45W-ot fogyaszt, 8 Mbyte L2 cache-sel rendelkezik. Az Elbrusz–2SZ / Elbrusz–2SZ+ a két magos változat, ez 500 Mhz-es órajelű, 25W-ot fogyaszt, 1 MB L1 cache-sel rendelkezik, 90 nm-en gyártják.

## Késedelmek az Ukrajnai konfliktus miatt
Az Elbrusz egy kétmagos, laptopokba szánt processzoron dolgozott (Elbrusz–2SZ3), amely PowerVR grafikus chipet is tartalmazott a háború kitörésekor. A háború miatt a processzor nem került tömeggyártásába, és a meglévő processzorok gyártását is leállították amerikai nyomásra. Az USA mindent megtett azért, hogy az Elbrusz technológiát ellehetetlenítse, ám ez sikertelen volt. Az Elbrusz 8SZ és 8SZV processzorok gyártása a szankciók miatt leállt, mivel korábban a Tajvani TSMC gyártotta a processzorokat. A 90nm-es processzorok gyártását a Mikron cég folytatta, amelyeket Oroszország a rakéta-rendszereiben is használ. Ezt követően Oroszország bejelentette, hogy 28nm-es gyártósort épít, amely beüzemelését 2030 előtt tervezik. Szándékaik szerint ez képes lesz a modernebb Elbrusz processzorok gyártására.